# Tiếng Bactria
Tiếng Bactria (Αριαο, "ariao", [arjaː], "người Iran") là ngôn ngữ bị thất truyền thuộc nhóm ngôn ngữ Đông Iran trước đây được sử dụng tại Bactria, một khu vực thuộc Trung Á (Afghanistan ngày nay) và là ngôn ngữ chính thức của đế quốc Quý Sương và Hephthalite.

## Tên gọi
Từ lâu người ta đã cho rằng tiếng Avesta là tiếng "Bactria cổ", nhưng quan điểm này "thực sự đã bị mất uy tín vào cuối thế kỉ XIX".
Trong tiếng Bactria (ngôn ngữ chủ yếu viết bằng chữ Hy Lạp), tên ngôn ngữ này được gọi là αριαο [arjaː] ("Arya"). Nó cũng có tên khác như "Hy Lạp-Bactria", "Quý Sương" hoặc "Quý Sương-Bactria".
Dưới thời cai trị của đế quốc Quý Sương, Bactria có tên là Tukhara hoặc Tokhara, và sau đó là Tokharistan. Khi các văn bản viết bằng hai ngôn ngữ Ấn Âu bị thất truyền và không rõ trước đây được tìm thấy tại lòng chảo Tarim (Trung Quốc), giữa đầu thế kỉ XX, chúng có mối liên hệ gián tiếp với Tokharistan, và tiếng Bactria đôi khi được gọi là "tiếng Eteo-Tochari" (v.d. tiếng Tochari "thật sự"). Tuy nhiên đến những năm 1970, rõ ràng là có rất ít bằng chứng cho mối liên hệ như vậy. Ví dụ, nhóm ngôn ngữ "Tochari" Tarim là các ngôn ngữ "centum" trong ngữ hệ Ấn-Âu, trong khi tiếng Bactria là ngôn ngữ Iran, nên là ngôn ngữ "satem".

## Chữ viết

Chữ sho (chữ hoa và thường) trong tiếng Bactria, phát âm là //ʃ//.

Trong số các ngôn ngữ Ấn-Iran, tiếng Bactria sử dụng duy nhất chữ Hy Lạp. Mặc dù vẫn còn mơ hồ nhưng một số nhược điểm đã được khắc phục bằng cách sử dụng chữ heta (Ͱ, ͱ) cho âm /h/ và thêm chữ sho (Ϸ, ϸ) để thể hiện âm /ʃ/. Tiếng Bactria không sử dụng các chữ xi (Ξ, ξ) và psi (Ψ, ψ) vì thứ tự ks và ps không xuất hiện trong ngôn ngữ này. Tuy nhiên chúng có thể được sử dụng làm chữ số (giống các chữ cái Hy Lạp khác).

## Ví dụ

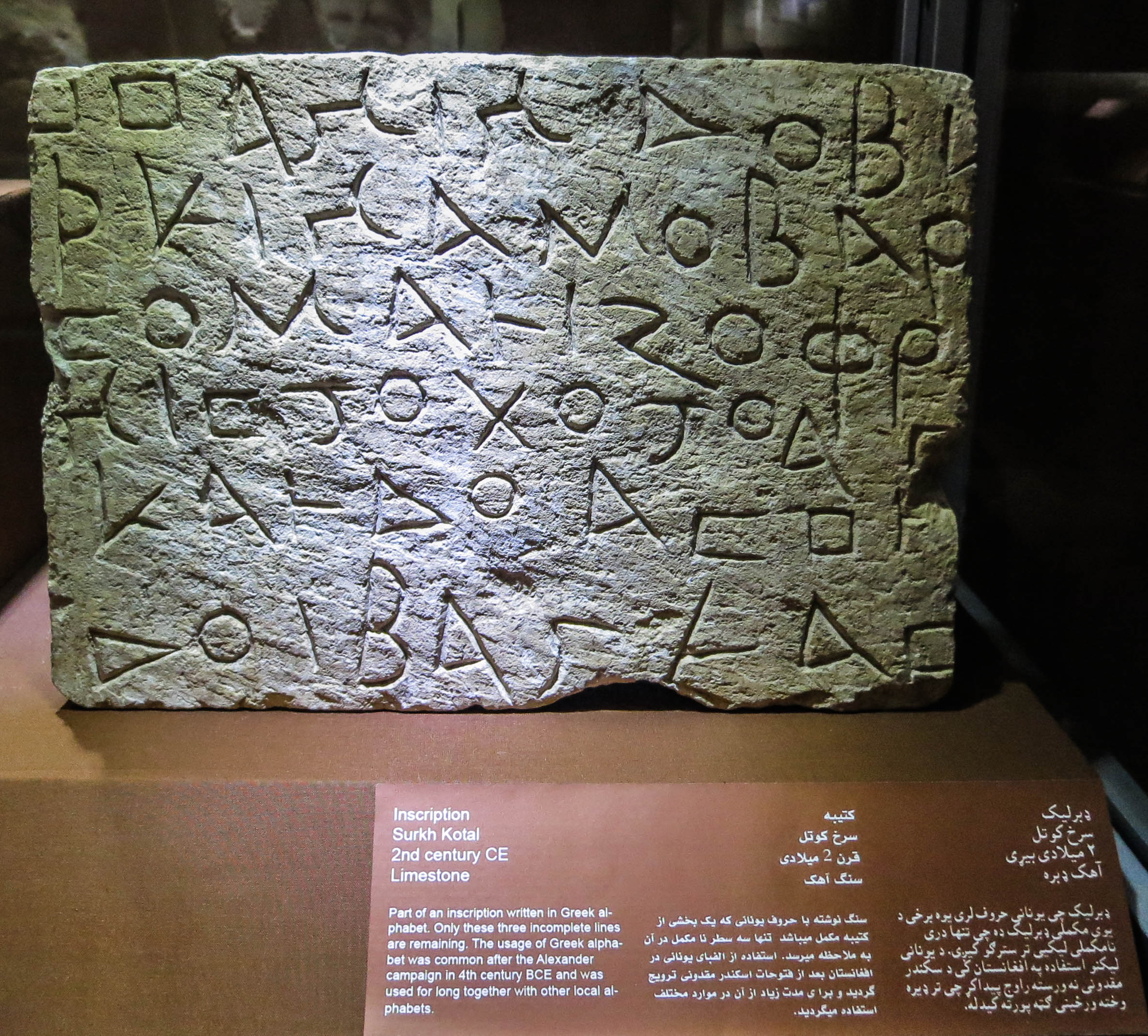
Văn bia Surkh Kotal bằng tiếng Bactria, Bảo tàng Quốc gia Afghanistan